# Iquiracetima
Iquiracetima is een kevergeslacht uit de familie van de boktorren (Cerambycidae). De wetenschappelijke naam van het geslacht werd voor het eerst geldig gepubliceerd in 1995 door Galileo & Martins.

## Soorten
Iquiracetima omvat de volgende soorten:
- Iquiracetima aspasia Galileo & Martins, 1995
- Iquiracetima brachialis (Thomson, 1868)
- Iquiracetima ceruri Galileo & Martins, 2008
- Iquiracetima rana Galileo & Martins, 2008
- Iquiracetima tuberosa (Belon, 1896)